# Bandeira do Tartaristão

Bandeira do município brasileiro de Pindamonhangaba, que tem bastante semelhança com a bandeira do Tartaristão.

A Bandeira do Tartaristão é um dos símbolos oficiais da República do Tartaristão, uma subdivisão da Federação Russa. Foi aprovada por uma resolução do "Conselho Supremo da República do Tartaristão" número 1314-XII, de 29 de novembro de 1991. Atualmente, as regras para o uso da bandeira é regida pela Lei "Símbolos de Estado da República do Tartaristão". O desenho foi escolhido em um concurso público no qual o vencedor foi o artista G. Tukaya Tawil Haziahmetov.

## Descrição
Seu desenho conmsiste em um retângulo com proporção largura-comprimento de 1:2 dividida em três faixas. A superior, em verde, e um campo vermelho inferior separdos por uma faixa branca que corresponde a 1/15 da altura total da bandeira. 

## Simbologia
As cores representam:

Bandeira não oficial usada pelos nacionalistas desde os anos de 1980.

- O verde simboliza o Islão e povo tártaro;
- O vermelho a maturidade, a energia, e a vida, assim como a minoria étnica russa;
- A linha banca representa a paz entre os dois povos.

As cores verde, branca e vermelha, além do preto, também são consideradas Cores Pan-Árabes e aparecem na bandeira de diversos países islâmicos.

## Semelhança
A bandeira do Tartaristão é semelhante à bandeira de Pindamonhangaba, ambas tem o destaque para as três listras que seguem a mesma cor na mesma ordem, começando de cima para baixo, verde; branco e vermelho.